# U.S. News全球大學排行榜
全球最佳大学排行榜，即美国新闻与世界报道全球最佳大学排行榜(U.S. News & World Report Best Global Universities Rankings)是美国新闻与世界报道(US News & World Report)发布的全球大学排名,旨在评估和比较世界各地的大学。这个排名于2014年首次推出，现已成为全球影响力最大的大学排名之一。US News全球大学排行榜评估了来自约90个国家的近1,800所大学。除了整体排名外,US News全球大学排行榜还提供了各学科排名,如工程学、计算机科学、经济学与商学等。

## 評估指標
| 指標             | 比重  | 簡述                                     |
| ---------------- | ----- | ---------------------------------------- |
| 全球學術聲譽     | 12.5% | 近五年來大學的全球性學術聲譽調查         |
| 區域學術聲譽     | 12.5% | 近五年來大學的區域性學術聲譽調查         |
| 頂尖論文數量     | 12.5% | 引用次數前10%的論文總數                  |
| 頂尖論文比例     | 10%   | 引用次數前10%的論文比例                  |
| 論文總數         | 10%   | 衡量研究生產力                           |
| 標準化論文影響力 | 10%   | 論文平均引用次數                         |
| 國際合作         | 10%   | 與他國合作發行論文的比例                 |
| 論文總引用次數   | 7.5%  | 衡量大學對學術的影響力                   |
| 博士畢業生數量   | 5%    | 衡量可能的研究潛力                       |
| 博士生比例       | 5%    | 每年平均每位教授授予的博士數量           |
| 學術會議         | 2.5%  | 衡量學術交流能力                         |
| 出版書籍         | 2.5%  | 衡量社會科學、藝術和人文科學的研究生產力 |